# Bec Rawlings
Bec Rawlings (Launceston, Tasmania; 11 de febrero de 1989) es una artista marcial mixta australiana que compite en la categoría de peso mosca.

## Primeros años
Rawlings se crio en la región australiana de Tasmania y practicó con frecuencia deportes como el baloncesto, la gimnasia y el atletismo durante su preadolescencia. Sin embargo, en su adolescencia, experimentó un rápido aumento de peso y sufrió una falta de motivación antes de recurrir al deporte de las artes marciales mixtas como forma de luchar contra sus problemas en 2010. Allí conoció al luchador profesional australiano de MMA Dan Hyatt y decidió que quería convertirse en luchadora de MMA.

## Carrera en las artes marciales mixtas

### Competición australiana
Conocida por su agresivo estilo de lucha, Rawlings comenzó su andadura en las artes marciales mixtas en Launceston (Tasmania), en 2010, antes de trasladarse a Brisbane, en el continente australiano, para ampliar sus oportunidades y experiencia a principios de 2011. Rawlings hizo su debut profesional en las MMA el 15 de octubre de 2011 en el BRACE 12 en Hobart, la capital de Tasmania. Rawlings luchó en el peso gallo en su debut contra Rhiannon Thompson. En lo que fue declarado "combate de la noche" por la promoción, Rawlings perdió su pelea de debut por medio de un destacado nocaut por patada en la cabeza.
Tras recuperarse y movilizarse públicamente dentro del circuito australiano de MMA para conseguir más oportunidades de combate en su categoría de peso adecuada, Rawlings consiguió victorias consecutivas por sumisión contra Sarah Morrison (en BRACE 14) y Daniela Marjanovic (en Australian Fighting Championship 3). Otras dos victorias sobre Rachel Sheridan y Christina Tatnell impulsaron a Rawlings a una racha de cuatro victorias en 2012. Esta racha, junto con una notable falta de oponentes australianos legítimos para Rawlings, llamó la atención de Invicta Fighting Championships de América del Norte a finales de 2012.

### Invicta Fighting Championships
En noviembre de 2012, Rawlings firmó un contrato de tres combates con Invicta Fighting Championships, considerada la principal promoción femenina del mundo, para competir en su división de peso paja. Originalmente estaba programada para luchar contra Joanne Calderwood en el undercard de Invicta FC 4: Esparza vs. Gadelha el 5 de enero de 2013, pero una lesión de Cláudia Gadelha hizo que Rawlings fuera empujada a una pelea por el Campeonato de Peso Paja de Invicta FC en el evento principal contra Carla Esparza. Rawlings perdió la pelea por decisión unánime.
Su primer combate fuera de Australia, combinado con su personalidad, le dio mucha cobertura en los medios de comunicación australianos. Esto llevó a la presidenta de Invicta FC, Shannon Knapp, a decir que nunca había visto nada igual, y en los Premios de Artes Marciales Mixtas Femeninas de 2012 fue elegida Luchadora Favorita de 2012 con 265 votos por parte de los fanes de la WMMA, 70 más que Ronda Rousey.
El siguiente combate de Rawlings dentro de Invicta Fighting Championships fue contra Jasminka Cive en Invicta FC 5: Penne vs. Waterson el 5 de abril de 2013. Ganó el combate por sumisión en el primer asalto.
Rawlings se enfrentó a Mizuki Inoue en Invicta FC 6: Coenen vs. Cyborg el 13 de julio de 2013. Rawlings perdió la pelea por decisión unánime.

### Ultimate Fighting Championship

#### The Ultimate Fighter
El contrato de Rawlings con Invicta FC fue asignado a la UFC el 11 de diciembre de 2013 después de que la UFC creara una división femenina de peso paja. La promoción también anunció una edición femenina de The Ultimate Fighter, que coronaría a la primera campeona femenina de peso paja de la UFC.
Rawlings fue la séptima elegida por el entrenador Gilbert Melendez. Inicialmente estaba previsto que se enfrentara a Justine Kish en la ronda preliminar, sin embargo Kish se lesionó la rodilla durante los entrenamientos y fue sustituida por la previamente eliminada Tecia Torres. Rawlings pasó a perder la pelea en una decisión unánime de dos asaltos.

#### Después de TUF
La primera pelea de Rawlings después de The Ultimate Fighter fue contra Heather Jo Clark en The Ultimate Fighter: A Champion Will Be Crowned Finale el 12 de diciembre de 2014. Perdió la pelea por decisión unánime.
Se esperaba que Rawlings se enfrentara a Seo Hee Ham el 10 de mayo de 2015 en UFC Fight Night 65. Sin embargo, Ham se retiró del combate el 10 de abril y fue sustituida por Lisa Ellis. Rawlings ganó la pelea por sumisión en el primer asalto.
Se esperaba que la siguiente pelea de Rawling fuera contra Joanne Calderwood en UFC Fight Night 72 el 18 de julio de 2015. Sin embargo, el 11 de julio. Rawlings se retiró de la pelea debido a una lesión y fue reemplazada por la recién llegada promocional Cortney Casey-Sanchez.
La siguiente vez que Rawlings se enfrentó a Paige VanZant fue el 27 de agosto de 2016 en UFC on Fox: Maia vs. Condit. Perdió el combate por KO en el segundo asalto tras caer por una patada voladora en la cabeza y una ráfaga de golpes posteriores.
Rawlings se enfrentó después a Tecia Torres en una revancha en UFC Fight Night: Bermudez vs. Korean Zombie, el 4 de febrero de 2017. En el pesaje, Rawlings llegó a pesar 117,5 libras, por encima del límite de peso paja femenino sin título de 116 libras. Como resultado, Rawlings fue multada con el 20% de su bolsa, que fue a parar a Tecia Torres, y el combate continuó con un peso de captura. Rawlings perdió la pelea por decisión unánime.

#### Subida al peso mosca
Se esperaba que Rawlings se enfrentara de nuevo a Joanne Calderwood en un combate de peso mosca en UFC Fight Night: Werdum vs. Tybura el 19 de noviembre de 2017. Sin embargo, Calderwood fue retirada de la tarjeta debido a una razón no revelada y fue reemplazada por Jessica-Rose Clark. En el pesaje, Clark pesó 128 libras, 2 libras por encima del límite superior del peso mosca de 126 libras. El combate se desarrolló con un peso de captura y Clark perdió el 20% de su bolsa. Rawlings perdió el combate por decisión dividida.
Rawlings se enfrentó a Ashlee Evans-Smith el 7 de abril de 2018 en el UFC 223. Perdió la pelea por decisión unánime. Después de perder cuatro peleas seguidas, Rawlings fue posteriormente liberada de la promoción.

### Bellator MMA
Después de ir 3-0 en el boxeo sin guantes, surgió la noticia de que Rawlings había firmado un contrato con Bellator MMA.  Hizo su debut promocional contra Ilara Joanne en Bellator 231 el 25 de octubre de 2019. Perdió la pelea por sumisión en la segunda ronda.
Rawlings se enfrentó a la griega Elina Kallionidou el 22 de febrero de 2020 en Bellator 240. Ganó el combate por decisión unánime.
El 10 de julio de 2021, se anunció que ya no tenía contrato con Bellator.

## Combates de boxeo sin guantes

### Bare Knuckle Fighting Championship
El 9 de mayo de 2018, se informó que Rawlings fue liberada de la UFC y se dispuso a aparecer en el evento Bare Knuckle FC. Se enfrentó a Alma García en el evento inaugural BKFC 1 celebrado el 2 de junio de 2018. Rawlings ganó la pelea después de que García se negara a responder a la campana después de la segunda ronda. Poco después de su victoria, el Salón de la Fama del Bare Knuckle Boxing le otorgó el Campeonato Mundial Femenino de Peso Pluma inaugural de Police Gazette.
Como primera defensa del título, Rawlings se enfrentó a Britain Hart en BKFC 2 el 25 de agosto de 2018. Ganó el combate por decisión dividida.
El 2 de febrero de 2019, en el BKFC 4 de Cancún (México), Bec Rawlings venció a Cecilia Flores por decisión unánime.

### Segunda etapa en el BKFC
El 22 de julio de 2021, surgió la noticia de que Rawlings había firmado un nuevo contrato con el BKFC después de ir 1-1 en Bellator MMA. Se esperaba que hiciera su regreso el 22 de octubre de 2021, pero este regreso nunca llegó a concretarse. Rawlings estaba entonces programada para enfrentarse a Britain Hart el 13 de mayo de 2022 en el BKFC Fight Night: Omaha, pero el combate fue cancelado debido a que Hart tuvo una emergencia médica. El combate fue reprogramado para tener lugar en BKFC 26: Hollywood el 24 de junio de 2022. Rawlings perdió el combate por decisión unánime.

## Vida personal
Rawlings estuvo casada anteriormente con Dan Hyatt. Rawlings solicitó el divorcio en 2013.
Rawlings también tiene un hijo mayor de una relación anterior.
A partir de enero de 2014 Bec comenzó a ir por su nombre de soltera (Rawlings) y estaba en una relación con el también artista marcial mixto australiano Ben Wall. Los dos se han separado desde entonces. En 2018, Rawlings mantiene una relación con el boxeador profesional australiano Adrián Rodríguez.

## Récord en artes marciales mixtas
| Resultado | Récord | Oponente                 | Método                              | Evento                                                  | Fecha                   | Ronda | Tiempo | Localización |
| --------- | ------ | ------------------------ | ----------------------------------- | ------------------------------------------------------- | ----------------------- | ----- | ------ | ------------ |
| Victoria  | 8–9    | Elina Kallionidou        | Decisión (unánime)                  | Bellator 240                                            | 22 de febrero de 2020   | 3     | 5:00   | Dublín       |
| Derrota   | 7–9    | Ilara Joanne             | Sumisión (kneebar)                  | Bellator 231                                            | 25 de octubre de 2019   | 2     | 3:35   | Uncasville   |
| Derrota   | 7–8    | Ashlee Evans-Smith       | Decisión (unánime)                  | UFC 223                                                 | 7 de abril de 2018      | 3     | 5:00   | Nueva York   |
| Derrota   | 7–7    | Jessica-Rose Clark       | Decisión (split)                    | UFC Fight Night: Werdum vs. Tybura                      | 19 de noviembre de 2017 | 3     | 5:00   | Sídney       |
| Derrota   | 7–6    | Tecia Torres             | Decisión (unánime)                  | UFC Fight Night: Bermudez vs. Korean Zombie             | 4 de febrero de 2017    | 3     | 5:00   | Houston      |
| Derrota   | 7–5    | Paige VanZant            | KO (switch kick and punches)        | UFC on Fox: Maia vs. Condit                             | 27 de agosto de 2016    | 2     | 0:17   | Vancouver    |
| Victoria  | 7–4    | Seo Hee Ham              | Decisión (unánime)                  | UFC Fight Night: Hunt vs. Mir                           | 20 de marzo de 2016     | 3     | 5:00   | Brisbane     |
| Victoria  | 6–4    | Lisa Ellis               | Sumisión (rear-naked choke)         | UFC Fight Night: Miocic vs. Hunt                        | 10 de mayo de 2015      | 1     | 4:09   | Adelaida     |
| Derrota   | 5–4    | Heather Jo Clark         | Decisión (unánime)                  | The Ultimate Fighter: A Champion Will Be Crowned Finale | 12 de diciembre de 2014 | 3     | 5:00   | Las Vegas    |
| Derrota   | 5–3    | Mizuki Inoue             | Decisión (unánime)                  | Invicta FC 6: Coenen vs. Cyborg                         | 13 de julio de 2013     | 3     | 5:00   | Kansas City  |
| Victoria  | 5–2    | Jasminka Cive            | Sumisión (armbar)                   | Invicta FC 5: Penne vs. Waterson                        | 5 de abril de 2013      | 1     | 3:30   | Kansas City  |
| Derrota   | 4–2    | Carla Esparza            | Decisión (unánime)                  | Invicta FC 4: Esparza vs. Hyatt                         | 5 de enero de 2013      | 5     | 5:00   | Kansas City  |
| Victoria  | 4–1    | Christina Nicole Tatnell | TKO (puñetazos)                     | Nitro MMA: Nitro 7                                      | 20 de octubre de 2012   | 1     | 0:37   | Brisbane     |
| Victoria  | 3–1    | Rachel Sheridan          | Decisión (mayoría)                  | Valor Fight 1: Resolution                               | 9 de junio de 2012      | 3     | 3:00   | Launceston   |
| Victoria  | 2–1    | Daniela Marjanovic       | Sumisión técnica (rear-naked choke) | Australian Fighting Championship 3                      | 14 de abril de 2012     | 1     | 0:21   | Melbourne    |
| Victoria  | 1–1    | Sarah Morrison           | Sumisión (armbar)                   | BRACE 14                                                | 18 de febrero de 2012   | 2     | 1:30   | Canberra     |
| Derrota   | 0–1    | Rhiannon Thompson        | KO (head kick)                      | BRACE 12                                                | 5 de octubre de 2011    | 1     | 2:30   | Hobart       |

## Enlaces personales
- Bec Hyatt en Facebook
- Bec Hyatt en Instagram
- Bec Hyatt en X (antes Twitter)
- Esta obra contiene una traducción  derivada de «Bec Rawlings» de Wikipedia en inglés, publicada por sus editores bajo la Licencia de documentación libre de GNU y la Licencia Creative Commons Atribución-CompartirIgual 4.0 Internacional.

- Datos: Q3275768
- Multimedia: Bec Rawlings / Q3275768